# Storvorde
Storvorde is een plaats in de Deense regio Noord-Jutland, gemeente Aalborg. Storvorde telt ongeveer 2500 inwoners. Tot 2007 behoorde de plaats tot de voormalige gemeente Sejlflod.
- Virtual International Authority File: 157854390